# 마크 에드몽 도미네
마크 에드몽 도미네(Marc-Edmond Dominé, 1848년 6월 21일 – 1921년 6월 28일)는 프로이센-프랑스 전쟁, 청불 전쟁 등의 전쟁에 참전했고, 프랑스 식민제국의 다양한 영토에서 복무한 프랑스 육군 장교였다.

## 생애

### 어린 시절
마크 에드몽 도미네는 1866년 생시르 사관학교에 입학했다.

### 초기 군 경력
1868년 10월, 생시르 사관학교에서 졸업한 후 도미네는 프랑스군에서 선호했던 보병을 선택했다. 도미네는 알제리에 배치되어 위중한 부상을 당했다. 도미네는 총탄일 쏟아지던 전쟁에서 용감한 행동으로 인해 레지옹 도뇌르 훈장의 슈발리에로 임명되었다. 프로이센-프랑스 전쟁 동안, 그는 본느-라-홀랑드 전투에서 두 번째 부상을 입었다.